# محطة مشيرب
مشيرب هي محطة نقل سريع في الدوحة ، قطر، تقع بين مشيرب وسط البلد ومنطقة مشيرب، وهي محطة تحويل لخطوط مترو الدوحة الأحمر والذهبي والأخضر ، وتُعتبر أكبر محطة في المدينة.

## تاريخ
في عام 2015م، كان من المقرر الانتهاء من المحطة بحلول منتصف عام 2018م، مع استكمال ستة من أصل 12 عملية حفر ضرورية لآلات حفر الأنفاق.  وبحلول فبراير 2018م، اكتمل الهيكل الفولاذي الرئيسي وانتقل العمل إلى الكسوة الحجرية للسقف.  وفي نوفمبر 2018م، كان العمل قد انتهى تقريبًا، ولم يتبق سوى اللمسات النهائية. 
افتتحت المحطة مع بقية المرحلة الأولى من الخط الأحمر في 8 مايو 2019م. بدأت الخدمة على الخطين الذهبي والأخضر عندما تم افتتاحهما في 22 نوفمبر،  و10 ديسمبر من نفس العام على التوالي. 
حصلت محطة مترو مشيرب على الجائزة العالمية الخاصة للتصميم الداخلي لعام 2020م من جائزة فرساي . 
| أرضي | مستوى الشارع                                          | مخرج/مدخل                           | مخرج/مدخل                     |
| -1   | الميزانين                                             | مراقبة الأجرة ومبيعات التذاكر       | مراقبة الأجرة ومبيعات التذاكر |
| -2   | قاعة الاستقبال                                        | المحلات التجارية                    | المحلات التجارية              |
| -3   | متجه شمالا                                            | نحو لوسيل                           |                               |
| -3   | Island platform, doors will open on the left or right |                                     |                               |
| -3   | جنوبًا/شرقًا                                            | باتجاه المنصورة                     |                               |
| -3   | متجه جنوبا                                            | باتجاه الوكرة / مطار حمد الدولي T1 ‏ |                               |
| -3   | Island platform, doors will open on the left or right |                                     |                               |
| -3   | باتجاه الشمال/الغرب                                   | باتجاه محطة الرفاع                  |                               |
| -4   | متجه غربًا                                             | باتجاه العزيزية                     |                               |
| -4   | Side platform, doors will open on the left            |                                     |                               |
| -4   | المنصة الجانبية ، سيتم فتح الأبواب على اليمين         |                                     |                               |
| -4   | متجه شرقًا                                             | باتجاه رأس أبو عبود                 |                               |

تتشارك الخطوط الحمراء والخضراء نفس مجموعة المنصات بجوار بعضها البعض، في حين تقع منصات الخط الذهبي شرق الخطوط الأخرى وتعمل بشكل عمودي عليها.